# Lumen Field
Il Lumen Field è uno stadio situato a Seattle, Washington. Ospita la squadra dei Seattle Seahawks della NFL, i Seattle Sounders FC della Major League Soccer e ha ospitato i Washington Huskies della NCAA fino al 2013, quando il loro stadio non fu completamente ristrutturato.
L'arena viene spesso utilizzata per concerti musicali.

## Storia
Lo stadio venne inaugurato il 28 luglio 2002 come Seahawks Stadium; fu costruito sullo stesso sito dove in precedenza sorgeva il Kingdome, il precedente stadio dei Seattle Seahawks. Il 2 giugno 2004 venne annunciata l'acquisizione da parte della società di telecomunicazioni Qwest dei diritti di denominazione per 15 anni per 75 milioni di dollari. Lo stadio venne così rinominato Qwest Field. Dal 2011 lo stadio viene rinominato CenturyLink Field a seguito dell'acquisizione della Qwest da parte della CenturyLink.
Il record di spettatori fu segnato il 12 novembre 2007 nella partita contro i San Francisco 49ers, a cui assistettero 68 331 persone.
Lo stadio ricevette notevole attenzione dai media dopo la partita dei Seahawks contro i New York Giants del 27 novembre 2005. A causa della rumorosità della folla, i Giants commisero 11 penalità per false start, e inoltrarono un reclamo alla NFL accusando il CenturyLink Field di trasmettere rumori registrati negli altoparlanti per distrarre le squadre avversarie.

## Copa América Centenario
Lo stadio nel 2016 ha ospitato tre incontri dell'edizione del centenario della Copa América.
| Data           | Ora (EDT) | Squadra numero 1 | Risultato | Squadra numero 2 | Fase del torneo  | Spettatori |
| -------------- | --------- | ---------------- | --------- | ---------------- | ---------------- | ---------- |
| 4 giugno 2016  | 19:00     | Haiti            | 0 - 1     | Perù             | Gruppo B         | 20 190     |
| 14 giugno 2016 | 20:30     | Argentina        | 3 - 0     | Bolivia          | Gruppo D         | 45 753     |
| 16 giugno 2016 | 18:30     | Stati Uniti      | 2 - 1     | Ecuador          | Quarti di finale | 47 322     |

## Nella cultura di massa
Nel videogioco The Last of Us Parte II è presente lo stadio, e viene utilizzato come base dal Washington Liberation Front.